# Digital-S
Pour les articles homonymes, voir D9.

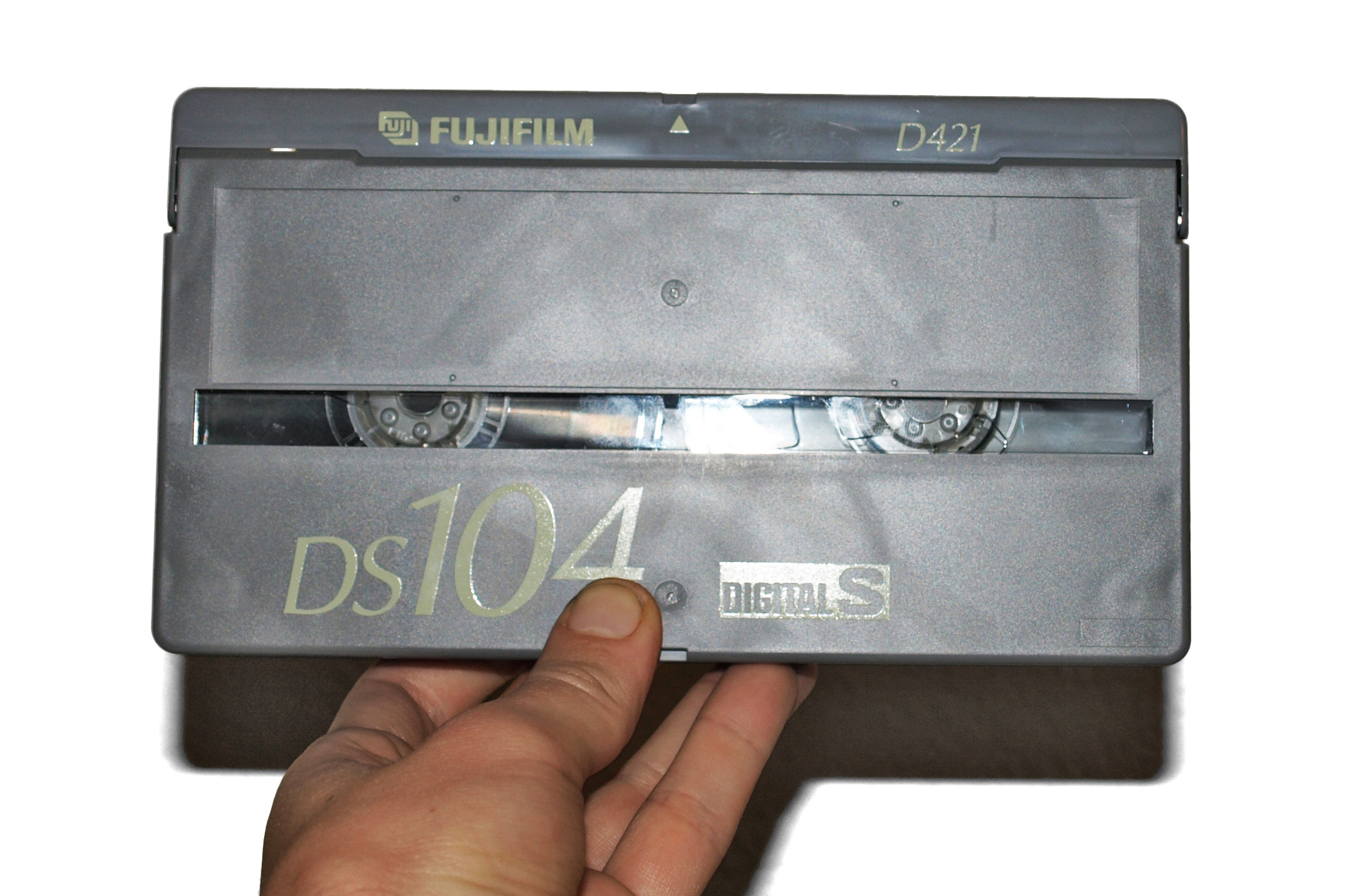
Une bande vidéo de format Digital-S.

Le Digital-S ou D9 est un format vidéo présenté par JVC en 1995, pour concurrencer le format Betacam numérique de Sony. Enregistré sur une bande magnétique « métal particule » de 1/2 pouce de large, il s'appuie sur la mécanique du format de la S-VHS et de la VHS, avec lesquels il conserve donc une certaine continuité.
Le signal enregistré est un signal numérique 4:2:2, quantifié à 8 bits au débit vidéo de l'ordre de 50Mb/s et un débit total (audio et vidéo) de l'ordre de 99 Mb/s, après une compression vidéo de rapport 3,3:1. L'audio comporte 2 canaux 48 kHz
quantifiés à 16 bits.
En 2007, il n'est plus fabriqué.